# Zonitis downesi
Zonitis downesi es una especie de coleóptero de la familia Meloidae.

## Distribución geográfica
Habita en Bombay (India).